# حاجي علي
حاجي علي (بالإنجليزية: Haji Ally) (مواليد 25 مايو 1968) هو ملاكم تنزاني، مثّل بلاده في الألعاب الأولمبية الصيفية 1988.

## روابط خارجية
حاجي علي على موقع اللجنة الأولمبية الدولية (الإنجليزية)
- حاجي علي على موقع أوليمبيديا (الإنجليزية)
- حاجي علي على موقع اتحاد ألعاب الكومنولث (مؤرشف) (الإنجليزية)